# Associazione Calcio Rimini 1912 2011-2012
Questa pagina raccoglie i dati riguardanti l'Associazione Calcio Rimini 1912 nelle competizioni ufficiali della stagione 2011-2012.

## Stagione
Nella stagione 2011-2012 il neopromosso Rimini allenato dal confermato tecnico Luca D'Angelo disputa il girone A del campionato di Lega Pro di Seconda Divisione, con 61 punti si piazza in sesta posizione. Raccoglie 36 punti in un eccellente girone di andata, poi cala alla distanza, con un bottino di solo 25 punti nel girone di ritorno. Partecipa ai Play-off incrociando il Cuneo, pareggiando nel primo turno (0-0) a Rimini e perdendo (1-0) nella partita di ritorno in Piemonte. Nella Coppa Italia di Lega Pro il Rimini disputa il girone D di qualificazione, che ha promosso Spal e Treviso.

## Divise e sponsor
Le divise da gioco, prodotte da Macron, vedono la presenza di Banca di Rimini come sponsor casalingo. Oltre alla consueta maglia a scacchi biancorossi, i completi alternativi si presentano interamente bianchi, rossi o blu. Dal mese di dicembre sulle maglie da trasferta campeggia il logo dell'azienda Fratelli Franchini.
| Casa | Trasferta | Terza Divisa | Quarta Divisa |

## Organigramma societario
Area direttiva
- Presidente: Biagio Amati
- Vice Presidente: Marco Amati

Area comunicazione
- Ufficio Stampa: Emanuele Pasini
- Segretario: Samuele Donati

Area tecnica
- Direttore generale: Giovanni Sama
- Direttore sportivo: Paolo Bravo
- Allenatore: Luca D'Angelo
- Allenatore in seconda: Maurizio Drudi
- Preparatore atletico: Marco Greco
- Preparatore dei portieri: Maurizio Olivieri
- Dirigente addetto agli arbitri: Gianluca Paoloni

Area sanitaria
- Medico sociale: Pasquale Contento
- Massaggiatore: Marco Pelaccia

## Rosa
| N. |                       | Ruolo | Calciatore              |
| -- | --------------------- | ----- | ----------------------- |
|    | Italia (bandiera)     | P     | Francesco Scotti        |
|    | Italia (bandiera)     | P     | Alessandro Semprini     |
|    | Italia (bandiera)     | D     | Alessandro Mastronicola |
|    | Italia (bandiera)     | D     | Andrea Barone           |
|    | Italia (bandiera)     | D     | Andrea Brighi           |
|    | Italia (bandiera)     | D     | Dario Deluigi           |
|    | Italia (bandiera)     | D     | Gianluca Zanetti        |
|    | Italia (bandiera)     | D     | Luca Vittori            |
|    | Italia (bandiera)     | D     | Roberto Rosini          |
|    | San Marino (bandiera) | D     | Mirko Palazzi           |
|    | Italia (bandiera)     | D     | Lorenzo Signorini       |
|    | Italia (bandiera)     | C     | Alfredo Cardinale       |
|    | Romania (bandiera)    | C     | Daniel Onescu           |

| N. |                    | Ruolo | Calciatore         |
| -- | ------------------ | ----- | ------------------ |
|    | Italia (bandiera)  | C     | Giacomo Favero     |
|    | Italia (bandiera)  | C     | Ivan Buonocunto    |
|    | Italia (bandiera)  | C     | Luca Valeriani     |
|    | Italia (bandiera)  | C     | Marco Brighi       |
|    | Italia (bandiera)  | C     | Marco Gasperoni    |
|    | Italia (bandiera)  | C     | Mirco Spighi       |
|    | Italia (bandiera)  | A     | Andrea Zanigni     |
|    | Romania (bandiera) | A     | Cristian Monac     |
|    | Italia (bandiera)  | A     | Daniele Degano     |
|    | Italia (bandiera)  | A     | Luca Gerbino Polo  |
|    | Italia (bandiera)  | A     | Matteo Bufalo      |
|    | Italia (bandiera)  | A     | Pasquale Basilico  |
|    | Italia (bandiera)  | A     | Pierluigi Baldazzi |

## Calciomercato

### Sessione estiva(dal 1/7 al 1/9)
| Acquisti | Acquisti          | Acquisti      | Acquisti   |
| R.       | Nome              | da            | Modalità   |
| -------- | ----------------- | ------------- | ---------- |
| P        | Francesco Scotti  | Sangiovannese | definitivo |
| D        | Roberto Rosini    | Ravenna       | definitivo |
| D        | Gianluca Zanetti  | Pro Patria    | definitivo |
| C        | Mirco Spighi      | Forlì         | definitivo |
| C        | Giacomo Favero    | Torviscosa    | definitivo |
| A        | Luca Gerbino Polo | Ravenna       | definitivo |

| Cessioni | Cessioni             | Cessioni     | Cessioni      |
| R.       | Nome                 | a            | Modalità      |
| -------- | -------------------- | ------------ | ------------- |
| P        | Tommaso Scuffia      | Melfi        | definitivo    |
| P        | Emiliano Dei         |              | fine carriera |
| D        | Daniele Bucchi       | La Fiorita   | definitivo    |
| D        | Giuseppe Aquino      | Aprilia      | definitivo    |
| C        | Federico Massaccesi  | Novara       | definitivo    |
| A        | Christopher Santucci | Montevarchi  | definitivo    |
| A        | Emiliano Olcese      |              | svincolato    |
| A        | Gianluca Morelli     | Libertas     | definitivo    |
| A        | Mauro Ragatzu        | Santegidiese | definitivo    |
| A        | Samuel Sari          |              | svincolato    |

### Sessione invernale(dal 7/1 al 1/2)
| Acquisti | Acquisti          | Acquisti    | Acquisti     |
| R.       | Nome              | da          | Modalità     |
| -------- | ----------------- | ----------- | ------------ |
| A        | Pasquale Basilico | Prato       | comproprietà |
| A        | Daniele Degano    | Alessandria | prestito     |

| Cessioni | Cessioni       | Cessioni    | Cessioni |
| R.       | Nome           | a           | Modalità |
| -------- | -------------- | ----------- | -------- |
| A        | Cristian Monac | Alessandria | prestito |

## Risultati

### Campionato

#### Girone di andata
| Arbitro: | Operato (Isernia) |

|                                                |           |  |
| Viskovic 45’ (aut.) Valeriani 70’ Baldazzi 83’ | Marcatori |  |

| Arbitro: | Cangiano (Napoli) |

|                                     |           |                      |
| G. Zanetti 12’ (aut.) Paganelli 25’ | Marcatori | 5’ (rig.) Buonocunto |

| Arbitro: | Melidoni (Frattamaggiore) |

|  |           |            |
|  | Marcatori | 23’ Gavoci |

| Arbitro: | Brasi (Seregno) |

|  |           |            |
|  | Marcatori | 24’ Spighi |

| Arbitro: | Pelagatti (Arezzo) |

|  |           |                    |
|  | Marcatori | 35’, 67’ R. Taddei |

| Arbitro: | D'Angelo (Ascoli Piceno) |

|  |           |            |
|  | Marcatori | 54’ Onescu |

| Arbitro: | La Penna (Roma) |

|                      |           |  |
| M. Brighi 57’ (rig.) | Marcatori |  |

| Arbitro: | Sacchi (Macerata) |

|                                |           |              |
| Baldazzi 22’ Borghi 37’ (rig.) | Marcatori | 82’ Fioretti |

| Arbitro: | Adducci (Paola) |

|           |           |                |
| Garìn 43’ | Marcatori | 66’ G. Zanetti |

| Arbitro: | Mangialardi (Pistoia) |

|                              |           |              |
| Gerbino Polo 31’ Palazzi 84’ | Marcatori | 4’ Chiaretti |

| Arbitro: | Merlino (Udine) |

|                              |           |                           |
| M. Perna 15’ Di Girolamo 65’ | Marcatori | 62’ Valeriani 83’ Zanigni |

| Arbitro: | Fiore (Barletta) |

|                         |           |               |
| Vittori 9’ Baldazzi 54’ | Marcatori | 57’ Bergamini |

| Arbitro: | De Faveri (San Donà di Piave) |

|  |           |               |
|  | Marcatori | 17’ Valeriani |

| Arbitro: | Zivelli (Torre Annunziata) |

|                                |           |  |
| Giannone 11’ Bruccini 33’, 68’ | Marcatori |  |

| Arbitro: | Cangiano (Napoli) |

|                        |           |  |
| Vittori 67’ Barone 85’ | Marcatori |  |

| Arbitro: | Fanton (Lodi) |

|  |           |             |
|  | Marcatori | 89’ Zanigni |

| Arbitro: | Illuzzi (Molfetta) |

|               |           |                          |
| Valeriani 33’ | Marcatori | 52’ Muchetti 54’ Florian |

| Portomaggiore 11 dicembre 2011 18ª giornata | Giacomense           | 0 – 0 | Rimini | Stadio Savino Bellini\| Arbitro: \| Verdenelli (Foligno) \| |
| Arbitro:                                    | Verdenelli (Foligno) |       |        |                                                             |

| Arbitro: | Spinelli (Livorno) |

|                              |           |             |
| Zanigni 30’ Gerbino Polo 76’ | Marcatori | 57’ Lenzoni |

#### Girone di ritorno
| Arbitro: | Merlino (Udine) |

|                |           |                     |
| N. Zanetti 85’ | Marcatori | 23’, 46’ Buonocunto |

| Arbitro: | De Meo (Foggia) |

|                                    |           |  |
| Onescu 45+3’ Buonocunto 62’ (rig.) | Marcatori |  |

| Arbitro: | Ros (Pordenone) |

|                                              |           |  |
| Iv. Graziani 36’ Zavalloni 49’ Baldinini 75’ | Marcatori |  |

| Arbitro: | Soricaro (Barletta) |

|             |           |  |
| Palazzi 42’ | Marcatori |  |

| Casale Monferrato 5 febbraio 2012 24ª giornata | Casale                            | 0 – 0 | Rimini | Stadio Natale Palli\| Arbitro: \| Gallo (Barcellona Pozzo di Gotto) \| |
| Arbitro:                                       | Gallo (Barcellona Pozzo di Gotto) |       |        |                                                                        |

| Arbitro: | Dei Giudici (Latina) |

|                                          |           |  |
| And. Brighi 56’ Zanigni 78’ Degano 90+1’ | Marcatori |  |

| Arbitro: | Pasqua (Tivoli) |

|                         |           |             |
| Artico 49’ Fanucchi 64’ | Marcatori | 66’ Palazzi |

| Arbitro: | Intagliata (Siracusa) |

|                |           |            |
| G. De Luca 87’ | Marcatori | 2’ Zanigni |

| Arbitro: | Tardino (Milano) |

|                           |           |                            |
| Buonocunto 53’ Degano 89’ | Marcatori | 55’ Iv. Marconi 77’ Meloni |

| Arbitro: | Aversano (Treviso) |

|              |           |  |
| Lapadula 47’ | Marcatori |  |

| Arbitro: | Maresca (Napoli) |

|  |           |                  |
|  | Marcatori | 4’, 67’ M. Perna |

| Arbitro: | Martinelli (Roma) |

|                  |           |                       |
| Gaeta 45’ (rig.) | Marcatori | 52’ (rig.) Buonocunto |

| Rimini 25 marzo 2012 32ª giornata | Rimini              | 0 – 0 | Mantova | Stadio Romeo Neri\| Arbitro: \| Zappatore (Taranto) \| |
| Arbitro:                          | Zappatore (Taranto) |       |         |                                                        |

| Arbitro: | D'Angelo (Ascoli Piceno) |

|                        |           |                                       |
| Onescu 47’ Zanigni 62’ | Marcatori | 8’, 90’ (rig.) Giannone 43’ Cozzolino |

| Arbitro: | Caso (Verona) |

|                    |           |                              |
| Temelin 52’ (rig.) | Marcatori | 25’ Mastronicola 42’ Zanigni |

| Arbitro: | Marini (Roma) |

|              |           |  |
| Baldazzi 23’ | Marcatori |  |

| Arbitro: | Illuzzi (Molfetta) |

|                            |           |                               |
| Florian 52’ Dimas 81’, 84’ | Marcatori | 15’, 68’ Valeriani 67’ Rosini |

| Rimini 29 aprile 2012 37ª giornata | Rimini                  | 0 – 0 | Giacomense | Stadio Romeo Neri\| Arbitro: \| Ripa (Nocera Inferiore) \| |
| Arbitro:                           | Ripa (Nocera Inferiore) |       |            |                                                            |

| Arbitro: | Roca (Foggia) |

|                                                                |           |                             |
| Staiti 15’, 62’ M. Russo 19’ (rig.) Garìn 25’, 73’ Ciarcià 82’ | Marcatori | 34’ Gerbino Polo 67’ Spighi |

### Play-off
| Rimini 20 maggio 2012 Semifinale - Andata | Rimini                | 0 – 0 | Cuneo | Stadio Romeo Neri\| Arbitro: \| Rocca (Vibo Valentia) \| |
| Arbitro:                                  | Rocca (Vibo Valentia) |       |       |                                                          |

| Arbitro: | Bindoni (Venezia) |

|            |           |  |
| Cintoi 11’ | Marcatori |  |

### Coppa Italia di Lega Pro

#### Gruppo D
| Arbitro: | Ferrari (Mestre) |

|               |           |                      |
| M. Mateos 27’ | Marcatori | 62’ (aut.) Lorenzini |

| Arbitro: | Fabbri (Ravenna) |

|                                          |           |  |
| Baldazzi 48’ Gasperoni 78’ Signorini 83’ | Marcatori |  |

| Arbitro: | Peretti (Verona) |

|            |           |                |
| Gallon 31’ | Marcatori | 70’ G. Zanetti |

| Arbitro: | Ceccarelli (Terni) |

|                  |           |                |
| Buonocunto 90+3’ | Marcatori | 44’, 48’ Mendy |

| 7 settembre 2011 5ª giornata |  | – Turno di riposo Rimini |  |  |